# Mindre fregattfågel
Mindre fregattfågel (Fregata ariel) är en fågel i familjen fregattfåglar inom ordningen sulfåglar som huvudsakligen förekommer i Stilla havet och Indiska oceanen.

## Utseende
Mindre fregattfågel är som namnet avslöjar mindre än övriga fregattfåglar, 70-80 cm, men i övrigt mycket lik med sina långa smala vingar och långa kluvna stjärt. Adult hane är helt svart förutom en vit teckning från bröstet och ner på inre delen av vingens undersida. Honan har svart huvud och röd ögonring, svart strupe, vit halssida och samma vita teckning som hanen ut på undersidan av vingen.

## Utbredning och systematik
Mindre fregattfågel delas in i tre underarter med följande utbredning:
- Fregata ariel ariel – häckar på öar i Indiska oceanen och Stilla havet
- Fregata ariel trinitatis – häckar på Trindade och Martim Vaz; utanför häckningstid flyttar den till Brasiliens kust.
- Fregata ariel iredalei – häckar på Maskarenerna; utanför häckningstid sträcker sig utbredningsområdet till kusterna av Indien och Somalia.

I Västpalearktis har fynd gjorts i Israel, Kuwait och Jordanien.
Underarten trinitatis har nyligen föreslagits utgöra en egen art baserat på isolerat utbredningsområde samt avvikande morfologi och utseende. Fossila fynd visar att taxonet tidigare även häckade på ön Sankta Helena.

## Ekologi
Mindre fregattfågel är liksom övriga fregattfåglar en skicklig flygare som huvudsakligen lever på fisk. Den landar aldrig på vattnet utan tar sin fångst genom att flyga nära havsytan. Den ägnar sig också åt kleptoparasitism då den attackerar andra havsfåglar och tvingar dem att släppa sitt byte. Detta piratbeteende har bidragit till att ge fågelfamiljen namnet fregatt-fåglar.

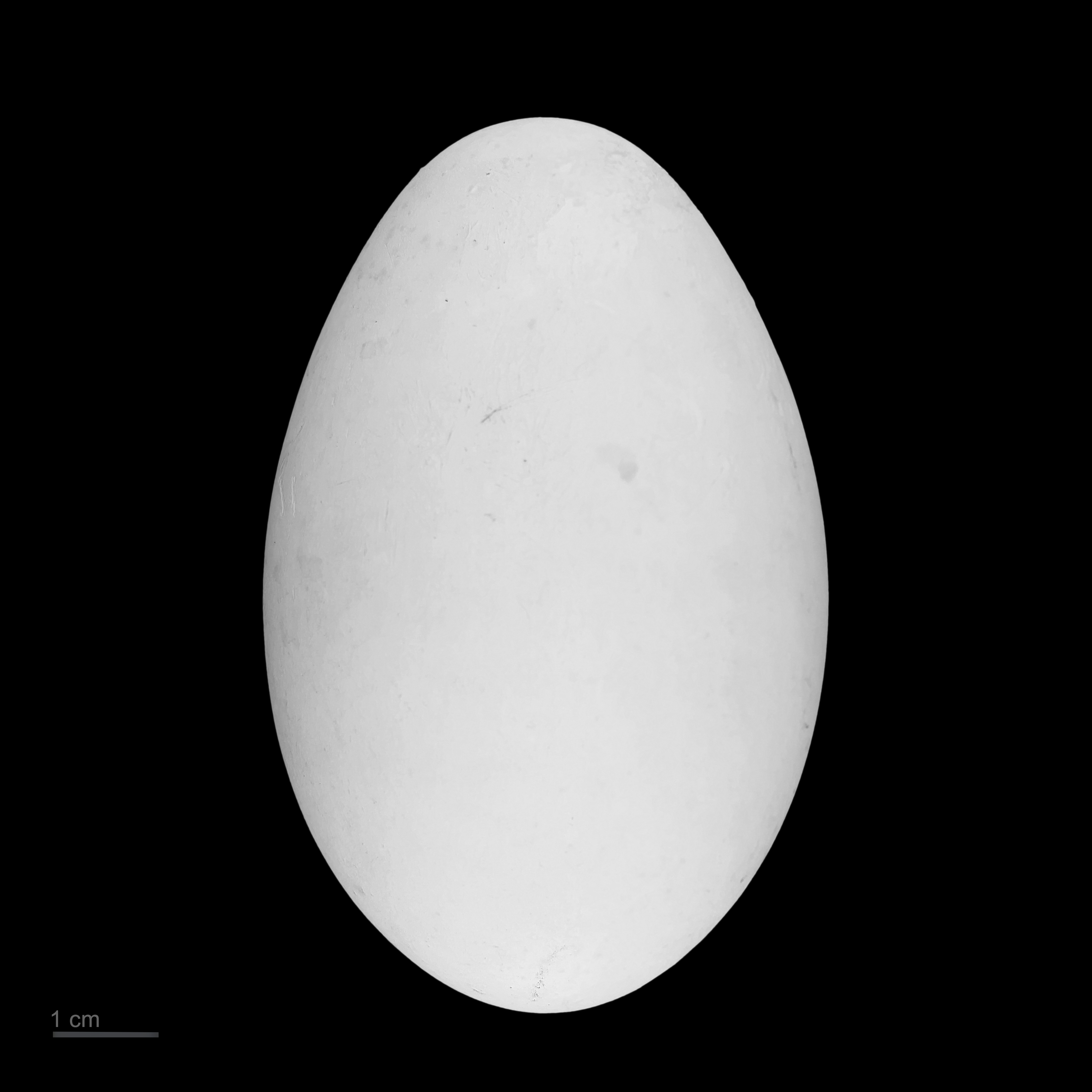
Ägg från mindre fregattfågel.

## Status och hot
Arten har ett stort utbredningsområde och en stor population, men tros minska i antal, dock inte tillräckligt kraftigt för att den ska betraktas som hotad. Internationella naturvårdsunionen IUCN kategoriserar därför arten som livskraftig (LC). Taxonet trinitatis som nyligen föreslagits utgöra en egen art är dock mycket hotat, med endast 20 häckande par kvar.

## Bildgalleri

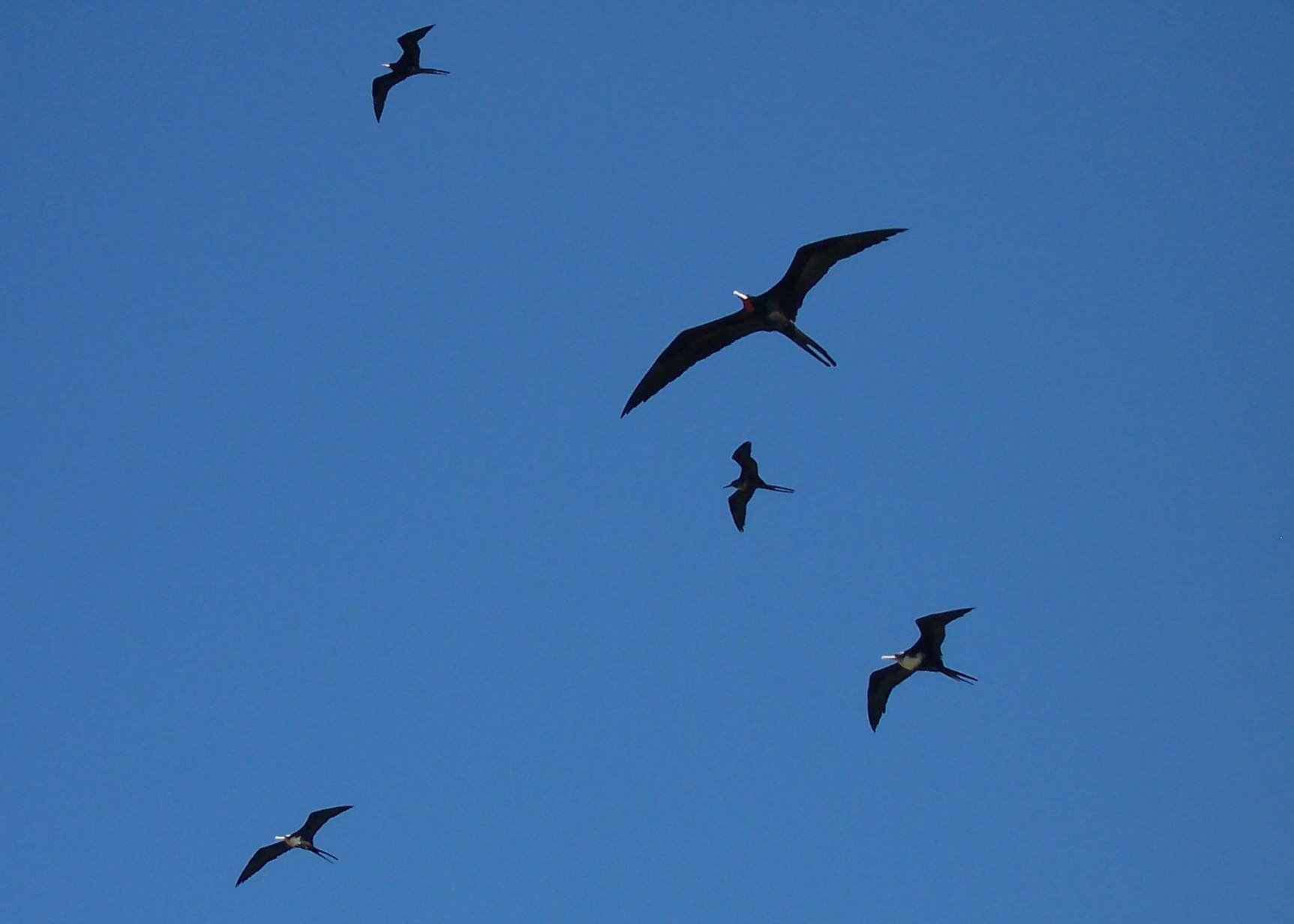
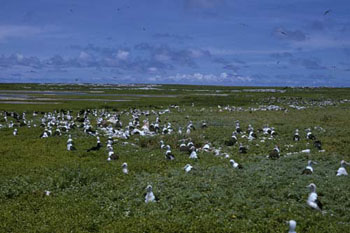